# 에이스엔지니어링
주식회사 에이스엔지니어링(영어: ACE Engineering)은 ESS(에너지저장장치) 솔루션 기업이다.